# I. Johanna flamand grófnő
Konstantinápolyi Johanna (Valenciennes, 1199 – Marquette, 1244. december 5.) I. Balduin latin császár lánya és örököse. 1206-tól Flandria és Hainaut grófnője.

## Élete

Flandria címere

Apja IX. Balduin néven flamand gróf, VI. Balduin néven hainaut-i gróf; anyja Mária, I. Henrik champagne-i gróf lánya. Apja 1202-ben a Szentföldre utazott a negyedik keresztes hadjárat egyik vezetőjeként, anyja nemsokára követte. Távollétükben, Johanna és húga, Margit kiskorúsága idejére, Balduin régensi tanácsot nevezett ki Flandria és Hainaut irányítására, aminek tagja volt Johanna nagybátyja, I. Fülöp namuri őrgróf is.
Amikor apja halálhíre 1206 februárjában elért Flandriába, Johanna örökölte a flamand és az hainaut-i grófi címeket. Fülöp és a régensi tanács ezután Johanna nevében uralkodott, de hamarosan nehéz helyzetbe kerültek: 1206-ban Fülöp eljegyezte II. Fülöp Ágost francia király lányát és újdonsült apósa arra kényszerítette, hogy Johannát és húgát, Margitot Párizsba, a francia király udvarba küldje.
Fülöp Ágost előbb eladta Johanna gyámságát egyik leghűségesebb támogatójának, Coucy grófjának, III. Enguerrandnak, aki feltehetően feleségül akarta venni nagykorúsága elérése után. Bár ez a terv nem valósult meg, de Fülöp Ágost szervezte meg Johanna első házasságát is, férjének pedig Ferdinánd portugál herceget (1188. március 24. – Noyon, 1233), I. Sancho portugál király fiát választotta. A házasságra 1212. január 1-jén került sor Párizsban és Ferdinánd felesége jogán felvette a flamand grófi címet.
A házasságot követően Johanna és Ferdinánd visszaindult Flandriába, de útközben Lajos, Fülöp Ágost fia foglyul ejtette őket, aki anyja örökségét, Artois grófságát akarta visszaszerezni (amit Johanna apja, Balduin foglalt vissza Fülöp Ágosttól 1198-ban). Johannát csak azután engedték szabadon, hogy beleegyezett ebbe. Lajos ezen felül elfoglalta Aire és Saint-Omer birtokokat is, amit az 1212. február 25-én aláírt Pont-à-Vedin-i szerződés aláírásával Johanna kénytelen volt elismerni.
Nem is csoda, hogy Johanna és Ferdinánd egyik első dolga volt, hogy csatlakozzon Földnélküli János angol király és IV. Ottó német-római császár franciaellenes szövetségéhez, valamint elüldözték a grófságból a francia királyhoz hű nemeseket. Fülöp Ágost 1213-ban Anglia elleni hadjáratot tervezett és Johanna megtagadta, hogy részt vegyen ebben. Válaszul a francia sereg feldúlta Flandriát és arra kényszerítette Ferdinándot, hogy Zeeland grófságában keressen menedéket.
1214-ben a flamand, angol és német sereg Fülöp Ágost ellen vonult és bár számszerűleg fölényben voltak, de az egyesült sereg súlyos vereséget szenvedett július 27-én a bouvines-i csata során. Johanna férje, Ferdinánd is a francia király fogságába esett és Párizsba vitték. A vereség után Johanna kénytelen volt aláírni a párizsi szerződést, amelynek értelmében a Flandria déli részén fekvő erődítményeket lerombolták, a francia király támogatóit birtokokhoz juttatták és Flandriát lényegében a király személyes birtokává tették. Ennek ellenére Fülöp Ágost megtagadta, hogy szabadon engedje Ferdinándot, amíg Johanna el nem vált tőle és feleségül nem ment Péterhez, Bretagne hercegéhez (egy másik francia vazallushoz).
Az elkövetkező 12 évben Johanna egyedül uralkodott, amíg Ferdinánd fogságban maradt. Ez idő alatt Johannának számos nehézsége volt Flandriában: elhidegült Margit nővérétől, elsősorban annak öröksége és házasságai miatt. A kérdést tovább bonyolította, hogy 1225-ben felbukkant egy ál-Balduin, aki az 1205-ben bolgár fogságban elhunyt I. Balduinnak vallotta magát, akit csak a következő évben fogtak el és végeztek ki. 1226-ban Johanna aláírta a melun-i szerződést, aminek értelmében Ferdinánd kiszabadult, váltságdíja 50000 arany volt.
1233-ban elhunyt Ferdinánd. Johanna csak 1237-ben házasodott újra, második férje, Tamás szavojai gróf (Château de Montmélian, 1199 – Chambéry, 1259. február 7.), a francia és angol királyok rokona, aki felesége révén szintén felvehette a flamand grófi címet. Johanna 1244-ben bekövetkezett halála után Tamás nem tartotta meg a grófi címet és visszatért Szavojba.
Utóda nővére, II. Konstantinápolyi Margit grófnő lett.

## Családja és leszármazottai
Johanna és Ferdinánd házasságából egyetlen gyermek ismert:
- Mária portugál infánsnő (1231 – 1235/36)[17] Apja halála után IX. Lajos francia király azt követelte, hogy Mária Párizsban, a királyi udvarban nevelkedjék, ahol 1235 júniusában eljegyezték Lajos fiával, Róbert királyi herceggel.

Johanna és Tamás házasságából nem született utód.